# Encephalartos woodii
Encephalartos woodii е рядък вид цикасово растение от род Encephalartos, ендемичен за гората оНгойе в щат Квазулу-Натал, Република Южна Африка. Това е едно от най-редките растения на планетата, за което се смята, че е изчезнал в природата вид, от който всички съхранени екземпляри са издънки от последния спасен див мъжки екземпляр. Растението носи името на Джон Медли Ууд, куратор на Дърбанската ботаническа градина и директор на Наталския правителствен хербарий на Южна Африка, който открива растението през 1895 година.

## Местообитание
Оригинално местообитание
Единствените известни в дивата природа екземпляри от E. woodii били четири ствола на едно растение, открито от Джон М. Ууд през 1895 година в гората оНгойе в щат Квазулу-Натал, Република Южна Африка. Мястото, където растението е открито, е стръмен склон с южно изложение в покрайнините на гората. Годишният валеж в територията варира между 750 – 1000 мм и климатът се отличава с горещо лято и мека зима.
Отстраняване от оригиналното местообитание
Част от растението е отстранена с корените през 1899 година и изпратена в Британската кралска ботаническа градина в Кю (Кю Гардънс). Три от издънките са прибрани от заместника на Ууд, Джеймс Уайли през 1903 година и посадени в Дърбанската ботаническа градина. Една издънка е изпратена в Националната ботаническа градина на Ирландия в Гласневин през 1905 година, където е регистрирана като "Encephalartos way of E. Alten[steinii]" на цена 1 гвинея. По време на експедиция през 1907 година на оригиналното местообитание, Уайли пренася два от по-големите ствола и отбелязва, че от оставащите два единият (най-големият от четирите оригинално открити от Ууд) е сериозно увреден и не очаква да може да оцелее. Увреждането на кората се дължи на факта, че местното население ползва интензивно кората за храна и медицински цели. Към 1912 година е останал само един триметров ствол и през 1916 година лесничейството постановява дървото да бъде отстранено и изпратено на правителствения ботаник в Претория. Смята се, че този екземпляр впоследствие загива през 1964 година.
Оригиналното местообитание, където последният див екземпляр е бил открит, понастоящем е защитена територия.
Текущо разпространение
Различни ботанически институции по света днес притежават в колекциите си екземпляри от E. woodii. Смята се, че общият им брой е около 500.
Два от по-големите ствола, които Уайли взима със себе си по време на експедицията през 1907 година, продължават да виреят в Дърбанската ботаническа градина. Издънка от едно от растенията там е изпратено в ботаническата градина „Кирстенбош“ край Кейптаун през 1916 година от Уайли. През 1980-те основата на дървото е оградена с предпазна решетка, след като две издънки в основата му са откраднати от посетители. Екземплярът в „Кирстенбош“ дава шишарки на всеки 2 – 3 години.
Екземплярът, изпратен в Кю Гардънс през 1899 година, е част от палмовата колекция до април 1997 година и после преместен в оранжерията, където за първи път извежда мъжка поленна шишарка през септември 2004 година.
В Съединените щати, един екземпляр се пази в Лонгууд Гардънс край Филаделфия, Пенсилвания, три екземпляра растат в Лотъсленд в Санта Барбара, Калифорния, където се посадени през 1979 година. В Европа един екземпляр се пази в ботаническата градина на Амстердам, Нидерландия, и в Неаполитанската ботаническа градина, Италия. За ирландския екземпляр се твърди, че е „вероятно най-високият“ екземпляр от вида в Европа.
- Екземплярът в Кю Гардънс
- Екземплярът в „Кирстенбош“
- Екземпляр в Дърбан
- Екземплярът в Амстердам

## Описание
Растението е подобно на палма и може да достигне във височина до 6 метра. Стъблото му е около 30 – 50 см в диаметър, по-плътно в основата, и увенчано с корона от 50 – 150 листа. Листата са тъмнозелени и лъскави, дълги 150 – 200 см и набраздени от 70 – 150 листенца със сърповидна форма, дълги 13 – 15 см и широки 20 – 30 см.
Encephalartos woodii е двудомно растение, което означава, че съществуват отделни мъжки и женски екземпляри на растението. Мъжките стробили (поленови шишарки) са цилиндрични, 20 – 40 см в дължина, в редки случаи до 120 см и 15 – 25 см в диаметър, ярко жълтооранжеви на цвят. Един екземпляр може да изведе около 6 – 8 стробили едновременно.

## Размножаване
Откритият от Ууд последен див екземпляр е мъжки. Женски екземпляр от вида така и никога не е откриван в природата, въпреки множеството извършвани проучвателни експедиции. Това означава, че видът не може да се размножава в диво състояние.
Всички съществуващи днес екземпляри от вида – около 500 по цял свят – са издънки от откритото от Ууд растение, т.е. генетично идентични с него и помежду си.
Смята се, че Encephalartos woodii е генетически най-близък до съседния вид Encephalartos natalensis. Според някои източници, видът е реликтна форма на вече изчезнал вид, според други – мутация на Encephalartos natalensis. Трети смятат вида за естествен хибрид между Encephalartos natalensis и Encephalartos ferox.

## Природозащитен статут
Въпреки множеството експедиции в гората оНгойе, други индивиди на Encephalartos woodii никога не са били откривани. Всички известни екземпляри са издънки само на едно мъжко растение, открито в природата. По тази причина растението е със статут изчезнал в природата вид.
Както и останалите видове в рода Encephalartos, и Encephalartos woodii е защитен вид както от националното, така и от международното законодателство. В РЮА е необходимо разрешително за преместване, продажба, покупка, дарение, получаване и култивиране на застрашени растителни видове и за притежание на цикасови растения. На международно ниво всички видове и хибриди на Encephalartos са в Приложение I на CITES (Конвенция за международна търговия със застрашени видове от дивата фауна и флора). Това означава, че събран диворастящ материал не може да бъде търгуван и за всяко изкуствено култивирано растение от род Encephalartos, част от растение, шишарка или семена, пренасяни през международна граница, е необходимо разрешително за износ от експортиращата страна и разрешително за внос от импортиращата страна.